# پاول ادکاک
پاول ادکاک (انگلیسی: Paul Adcock؛ زادهٔ ۲ مهٔ ۱۹۷۲) یک بازیکن فوتبال است.
از باشگاه‌هایی که در آن بازی کرده‌است می‌توان به: باشگاه فوتبال ویموث، باشگاه فوتبال سالتش یونایتد، باشگاه فوتبال تاویستوک، باشگاه فوتبال تورکی یونایتد، و باشگاه فوتبال پلیموث آرگیل اشاره کرد.